# Günter Döding
Günter Döding (* 4. September 1930 in Isenstedt; † 8. August 2005) war zwischen 1978 und 1989 Vorsitzender der Gewerkschaft Nahrung-Genuss-Gaststätten (NGG). 

## Leben
Der gelernte Zigarrensortierer Döding war der Gewerkschaft NGG 1953 beigetreten. Er fungierte ab 1966 als deren 2. Vorsitzender und von 1978 bis 1989 als 1. Vorsitzender. Dödings Name ist eng verbunden mit vielen tarifpolitischen Pioniertaten der NGG. So gilt er als „Vater des Vorruhestands“. 1969 setzte NGG unter seiner Ägide als erste Gewerkschaft Wochenarbeitszeiten von unter 40 Stunden für Schichtarbeiter durch, 1974 den ersten einheitlichen Entgelttarifvertrag der Bundesrepublik, der die Unterscheidung zwischen Arbeitern und Angestellten aufhob. Initiiert hat er auch die viel beachtete NGG-Kampagne Gesunde Lebensmittel in einer gesunden Umwelt. 
Für seine besonderen Leistungen wurde Günter Döding mit dem Großen Bundesverdienstkreuz (1983) mit Stern (1987) und mit dem Großen Verdienstkreuz von Niedersachsen ausgezeichnet. Überdies war Döding, der acht Jahre lang der Internationalen Union der Lebens- und Genussmittelarbeiter-Gewerkschaften (IUL) als Präsident vorsaß, Ehrenmitglied des israelischen Gewerkschaftsbundes.
Am 19. Februar 1989 hatte Günter Döding einen Suizid-Versuch unternommen. Er war zu diesem Zeitpunkt stellvertretender Aufsichtsratsvorsitzender bei dem Handelsunternehmen co op AG, gegen das wegen Bilanzfälschung ermittelt wurde.
Döding war seit 1953 verheiratet und hatte eine Tochter.

## Werke
- Co-determination: the German model (1976)
- Die neuen Aufgaben der Gewerkschaften (1985, ISBN 978-3-87959-251-7)